# District de Nagapattinam
Le district de Nagapattinam est un district de l'état du Tamil Nadu, dans le sud de l'Inde. Sa capitale est Nagapattinam.

## Géographie
La superficie du district est de  2 569 km2. Au recensement de 2011, il comptait 1 616 450 habitants. Le district est frontalier au nord avec le Territoire de Pondichéry (district de Karikal) et à l'ouest avec le district de Tiruvarur. Il est bordé par la baie et le détroit de Palk au sud, et le golfe du Bengale à l'est.
Nagapattinam est un des districts couvrant le delta du fleuve Kaveri, dans lequel il est intégralement situé.